# Conocybe fragilis
Conocybe fragilis är en svampart som först beskrevs av Peck, och fick sitt nu gällande namn av Rolf Singer 1950. Conocybe fragilis ingår i släktet Conocybe och familjen Bolbitiaceae.  Arten är reproducerande i Sverige. Inga underarter finns listade i Catalogue of Life.